# Diospyros sogeriensis
Diospyros sogeriensis är en tvåhjärtbladig växtart som beskrevs av Bakh. Diospyros sogeriensis ingår i släktet Diospyros och familjen Ebenaceae. Inga underarter finns listade i Catalogue of Life.